# ميغيل أنخيل رايموندو
ميغيل أنخيل رايموندو (بالإسبانية: Miguel Ángel Raimondo)‏ هو لاعب كرة قدم أرجنتيني في مركز الوسط، ولد في 12 ديسمبر 1943 في روساريو في الأرجنتين. شارك مع منتخب الأرجنتين لكرة القدم. أما مع النوادي، فقد لعب مع أتلتيكو أتلانتا وإنديبندينتي وروزاريو سنترال وريفر بليت.

## وصلات خارجية
- ميغيل أنخيل رايموندو على موقع الاتحاد الأوربي (الإنجليزية)
- ميغيل أنخيل رايموندو على موقع قاعدة بيانات كرة القدم.إي يو (الإنجليزية)